# Gerbillus campestris
Gerbillus campestris är en däggdjursart som först beskrevs av Victor Loche 1867.  Den ingår i släktet Gerbillus och familjen råttdjur. IUCN kategoriserar arten globalt som livskraftig. Inga underarter finns listade.

## Beskrivning
En medelstor ökenråtta med en längd från nos till svansrot på 7,5 till 12,5 cm, en svanslängd på 8,5 till 15,5 cm och en vikt mellan 21 och 45 g. Pälsfärgen är variabel: I kusttrakterna är den brun, på torrare lokaler orange och i öknar blekt gulorange. Buken är vit, bakom örat finns en vit fläck och kring ögat en vit ring. Fotsulorna är nakna, öronen och ögonen stora. Svansen, som kan användas som griporgan, har en lång, gråaktig tofs.

## Ekologi
Gerbillus campestris lever i busk- och örtbevuxna stäpplandskap, odlade områden samt sten- och grusöknar. Däremot undviker den skog och rena sandlandskap. Den är i huvudsak en nattaktiv ökenråtta, som tillbringar dagen i sitt underjordiska bo, en enkel håla med en enda ingång. När ägaren är i sitt bo, blockerar den ingången med grus. Födan, som består av nötter, frön, rötter, skott och blad av gräsarter samt en del insekter lagras i boet. Eftersom arten lever i torra habitat, sparar den vätska genom att ha en kraftigt koncentrerad urin och mycket torr avföring.
Arten har ingen särskild parningssäsong, utan kan få ungar under hela året. Dräktigheten är mellan 20 och 23 dygn, och kullstorleken är 2 till 4. De föds tämligen outvecklade och öppnar sina ögon efter 17 till 20 dygn. De dias av honan i 4 veckor.

## Utbredning
Utbredningsområdet omfattar Nordafrika och Sahara från Marocko genom Algeriet, Tunisien och Libyen till Egypten.